# فرد استول
 فرد استول (به انگلیسی: Fred Stolle؛ ۸ اکتبر ۱۹۳۸ – ۵ مارس ۲۰۲۵) تنیس‌باز اهل استرالیا بود.